# Gijsbertus Hokken
Gijsbertus Hokken (Sliedrecht, 9 maart 1927 - Houten, 4 oktober 2005) was een Nederlands politicus van CHU/CDA signatuur.
De politieke carrière van Hokken begon in 1955 toen hij raadslid werd voor de CHU in zijn geboorteplaats Sliedrecht. Later was hij wethouder in dezelfde plaats. Op 1 februari 1970 werd Hokken burgemeester in Bruinisse om na bijna vijf jaar deze functie te gaan vervullen in de gemeenten Schoonrewoerd, Hei- en Boeicop en Lexmond. Aansluitend was hij vanaf eind 1986 enkele maanden waarnemend burgemeester in Zaltbommel om daarna tot 1992 burgemeester van Nijeveen te worden. In 1994 werd hij waarnemend burgemeester in Duiveland. Hij vervulde die functie tot aan de gemeentelijke herindeling op 1 januari 1997.
In april 1997 is in Ouwerkerk de brug over de Oostkreek naar hem vernoemd: de G. Hokkenbrug.